# Sprog i Kina
Der er mange forskellige sprog i Kina, og de spænder over seks sprogfamilier. De fleste er meget forskellige i opbygning og udtale, og en person, der taler et af sprogene, kan ikke umiddelbart forstå de andre sprog. De forskellige sprog, der tales af hankineserne, regnes for at tilhøre samme gruppe af sprog, mens der for ikke hankinesere opdeles i flere sproggrupper fx mongolsk, tibetansk, uyghurisk og zhuang.
Sprogpolitikken i Kina er meget inspireret af sprogpolitikken, der blev ført i Sovjetunionen, og man støtter aktivt en udvikling hen imod et fælles talt og skrevet sprog. Man støtter samtidigt, at de forskellige etniske minoriteter må udvikle deres egne skrevne og talte sprog. Da man ikke anser hankinesere for at være en etnisk minoritet, er det officiel politik, at de skal have et fælles talt sprog, selvom der er meget stor forskel mellem nogle af de sprog, der tales af hankinesere.
Det fælles sprog, som man ved lov har vedtaget, alle skal lære i skolen, og som skal bruges i aviser, fjernsyn og alle offentlige organer, kaldes for putonghua (der betyder fælles sprog) eller standard kinesisk. Sproget er det officielle sprog i Kina og Taiwan og et af Singapores fire officielle sprog. Det er et af de seks officielle sprog i FN. Kantonesisk, der er et af hankinesernes sprog, er stadig officielt sprog i Hong Kong (sammen med engelsk) og Macau (sammen med portugisisk). Hokkien tales i provinsen Fujian og det nærved liggende Taiwan (hvor sproget kaldes for taiwanesisk) og i Singapore og Malaysia. Tibetansk har officiel status i Den Autonome Region Tibet, og mongolsk har officiel status i Indre Mongoliet.
I praksis er der store økonomiske, sociale og praktiske grunde til at lære standardkinesisk, da det i Kina har samme rolle som fx engelsk har i det meste af verden, dvs som sproget der gør det muligt at kommunikere med folk, der har et andet modersmål end sit eget (også kaldet lingua franca)
.